# کتابخانه غرب همدان
کتابخانه غرب همدان در خیابان شهدا داخل مدرسهٔ آقای آخوند در شهر همدان قرار دارد. این کتابخانه یکی از پرمایه‌ترین کتابخانه‌های کشور به ویژه در بین مراکز حوزه‌های علمیه محسوب می‌شود. کتابخانهٔ غرب دارای بیش از ۱۵۰۰۰ جلد کتاب و همچنین شامل ۳۰۰۰ جلد کتاب‌های خطی است.

## آثار فلاسفه و رسالات بوعلی فارابی کندی خواجه نصیر
در بین کتب خطی کتابخانه غرب مجموعه‌ای وجود دارد مشتمل بر ۸۵ رساله که اکثر آنها تألیف شیخ الرئیس بوعلی سینا و بعضی رسالات دیگری از فارابی و غیره می‌باشد. در بین رسالات این مجموعه خطی، نسخه‌هائی وجود دارد که علاوه‌بر اینکه تاکنون بچاپ نرسیده شاید دوم یا سومین نسخه باشد.
این مجموعه با خطی زیبا و طرزی مناسب نوشته شده و در ابتدای هر رساله یک سرلوحه مذهب بسیار نفیس قرار دارد که آن رساله را از رسالهٔ دیگر جدا می‌سازد و در آخر بعضی از رسالات نیز نقش و نگارهایی تذهیبی وجود دارد. تمام صفحات کتاب دارای جدول‌بندهای ظریف بوده و با سبکی عالی ترسیم گردیده‌است.